# Новокаин (филм из 2001)
Новокаин (енгл. Novocaine) америчка је црнохуморна трилер комедија из 2001. године, коју је написао и режирао Дејвид Еткинс, а главне улоге тумаче Стив Мартин, Хелена Бонам Картер, Лора Дерн, Лин Тигпен и Елијас Котеас.

## Радња
Др Франк Сенгстер води ужурбану стоматолошку ординацију. Верен је за Џин Ноубл, који ради у његовој пракси. Сангстер боље упознаје своју пацијенткињу Сузан Ајви; Она га заводи и краде седативе из његове праксе. Агент Управе за борбу против дрога посећује лекара након што је младић ухваћен како користи дрогу добијену из канцеларије. Агент жели да провери залихе седатива и прети Сенгстеру хапшењем.
Сангстер жели да агенту бар представи празно паковање од наводно коришћеног лека. Посећује Ајви, коју пита за паковање. Она га опет заводи. Следећег дана, Сузанин брат Двејн Ајви каже доктору да држи руке даље од сестре. Нешто касније, Сангстера у хотелу напада Двејн, кога он повређује маказама у самоодбрани.
Када је Двејн Ајви пронађен мртав, Сенгстер је, између осталих, испитан. У испитивањима учествује глумац Ленс Фелпс, који се тиме припрема за нови филм. Трагови зуба зубара налазе се на Ајвијевом телу. Неко анонимно шаље маказе које су повредиле Ајвија у полицију.
Сенгстер је осумњичен за убиство и ухапшен; Испред суднице среће Фелпса, коме су потребне додатне информације за улогу за коју се припрема и изводи зубара из суднице. Сангстер бежи и крије се са Сузан. Обојица се ушуњају у кућу Џин Нобл, где проналазе зубарске вештачке протезе, које је Нобл користио да прави - наводно за потребе праксе. Сангстер подсећа да је клаузула у уговору о партнерству захтевала да се сви удели ове праксе пренесу на Нобл ако Сангстер буде осуђен за злочин.
Нобл се договара да упозна свог саучесника, брата зубара, са којим је такође у афери. Игра се мини камером када га Нобл убије. Она оставља трагове угриза на телу убијеног Сангстера. Сенгстер вади све зубе свог убијеног брата и замењује их својим зубима, а затим запали вежбу. Касније се испоставило да су слике са мини камере снимљене на видео рекордеру који се налази у ватросталном сефу. Нобл је ухапшен и осуђен на затвор. Сангстер се сели у Француску са Сузан Ајви; Ајви затрудни с њим.